# Epimadiza albinervis
Epimadiza albinervis är en tvåvingeart som först beskrevs av Meijere 1906.  Epimadiza albinervis ingår i släktet Epimadiza och familjen fritflugor. Inga underarter finns listade i Catalogue of Life.